# Pons Fabre d'Uzès
Pour les articles homonymes, voir Fabre.
Pons Fabre d'Uzès est un troubadour ayant vécu au XIIIe siècle
On possède de lui un sirventès Locx es c'om se deu alegrar ... et une sextine dans le style d'Arnaut Daniel, Quan pes qui suy, fuy so que·m franh ... où il se livre à des jeux d'allitérations virtuoses.
Voici le premier couplet d'un sirventès de Pons Fabre d'Uzès.
Locs es com se deu alegrar

Esitot no son amaire

Si vuoill esser chantaire

Et a locs mon saber mostra

Que sai q paucs nigrans avers

No val saber mostrar q podia

Q que penre pc dia

Creis als plus savis lors volers
Il fut condamné au fouet pour avoir acheté les rimes d'Albertet de Sisteron. 
Édouard Bondurand, président annuel de l'Académie de Nîmes, dans son discours d'ouverture du 30 mai 1891 jugeait sa versification seulement « habile et sans flamme » (Mémoires de l'Académie de Nîmes, VIIe série, tome XIV).